# Monique Henderson
Monique Henderson (San Diego, 16 de fevereiro de 1983) é uma atleta velocista e campeã olímpica norte-americana.
Especializada nos 400 m, participou de dois revezamentos 4x400 m dos Estados Unidos campeões em Atenas 2004 e Pequim 2008. No primeiro, conquistou a medalha de ouro junto com Sanya Richards, DeeDee Trotter e Monique Hennagan e no segundo com Mary Wineberg, Allyson Felix e novamente Sanya Richards.
Junto com sua carreira de atleta, Monique é dona do Monique Henderson's Boot Camp, uma empresa baseada em San Diego especializada em saúde corporal, onde ela e seus professores fornecem orientação e treinamento a alunos comuns e atletas Além disso, também trabalha como analista olímpica para a San Diego NBC.